# TVP23A
TVP23A (англ. Trans-golgi network vesicle protein 23 homolog A) – білок, який кодується однойменним геном, розташованим у людей на 16-й хромосомі. Довжина поліпептидного ланцюга білка становить 213 амінокислот, а молекулярна маса — 24 111.
| 10         |  | 20         |  | 30         |  | 40         |  | 50         |
| ---------- |  | ---------- |  | ---------- |  | ---------- |  | ---------- |
| MKQALVDDTE |  | DVSLDFGNEE |  | ELAFRKAKIR |  | HPLATFFHLF |  | FRVSAIVTYV |
| SCDWFSKSFV |  | GCFVMVLLLL |  | SLDFWSVKNV |  | TGRLLVGLRW |  | WNQIDEDGKS |
| HWIFEARKVS |  | PNSIAATEAE |  | ARIFWLGLII |  | CPMIWIVFFF |  | STLFSLKLKW |
| LALVVAGISL |  | QAANLYGYIL |  | CKMGGNSDIG |  | KVTASFLSQT |  | VFQTACPGDF |
| QKPGLEGLEI |  | HQH        |  |            |  |            |  |            |

A: Аланін

C: Цистеїн

D: Аспарагінова кислота

E: Глутамінова кислота

F: Фенілаланін

G: Гліцин

H: Гістидин

I: Ізолейцин

K: Лізин

L: Лейцин

M: Метіонін

N: Аспарагін

P: Пролін

Q: Глутамін

R: Аргінін

S: Серин

T: Треонін

V: Валін

W: Триптофан

Задіяний у такому біологічному процесі, як альтернативний сплайсинг. 
Локалізований у мембрані.